# Nová Dubnica
Nová Dubnica (njem. Neudubnitz, mađ. Újtölgyes) je grad u sjeverozapadnoj Slovačkoj u Trenčinskom kraju. Grad upravno pripada Okruga Ilava.

## Zemljopis
Nova Dubnica se nalazi na Ilava nizini, podno Strážovskih brda u blizini grada nalazi se i rijeka Váh.

## Povijest
Grad je osnovan 1950.-ih godina, prvobitno za potrebe stanovanja radnika u lokalnoj tvornici teških strojeva (Závody ťažkého strojarstva). Zbog toga se grad može nazvati spavaonica. Gradnja je započela 1951. godine, a grad je odvojen od Dubnice nad Váhom, dijelova katastarskih područja Trenčianske Teplice i Kolačin Velký 1957. godine i bio je imenovan Nová Dubnica. Status grada Nova Dubnica je dobila 1960. godine. Općina Kolačín sastavljena od naselja Malý Kolačín i Velký Kolačín pripojena je gradu 1971. godine.

## Stanovništvo
| Godina:     | 1993.  | 2003.   | 2013.   | 2023.   |
| ----------- | ------ | ------- | ------- | ------- |
| Broj ljudi: | 12 505 | 12 109  | 11 331  | 10 381  |
| Razlika:    |        | -3,16 % | -6,42 % | -8,38 % |

| Godina:     | 2022.  | 2023.   |
| ----------- | ------ | ------- |
| Broj ljudi: | 10 470 | 10 381  |
| Razlika:    |        | -0,85 % |

Po popisu stanovništva iz 2001. godine grad je imao 12.358 stanovnika. Po popisu stanovništva u gradu živi najviše Slovaka.
- Slovaci 95,6 %
- Česi 1,8 %
- Mađari 0,21 %
- Nijemci 0,18 %

Prema vjeroispovijesti najviše je rimokatolika 70,8 %, ateista 20,7 % i luterana 3,4 %.

## Vanjske poveznice
- Službena stranica grada

### Ostali projekti
|  | Zajednički poslužitelj ima još gradiva o temi Nová Dubnica |